# Mendigorría
Mendigorría (oficialmente en euskera: Mendigorria) es una villa y municipio español de la Comunidad Foral de Navarra, situado en la merindad de Olite, en la comarca de Tafalla y a 29,1 km de la capital de la comunidad, Pamplona. Su población en 2024 fue de 1218 habitantes (INE).

## Toponimia
Mendigorria es un topónimo de origen vasco compuesto por mendi ('monte' o 'cerro'), gorri ('rojo', 'pelado') y el artículo -a. Su significado etimológico es, por tanto, 'el monte rojo' o 'el monte pelado', en referencia a su ubicación, sobre un altozano que domina un meandro del río Arga.
El topónimo ha sido adaptado al castellano como Mendigorría, mediante transcripción fonética, acentuándose la segunda i para indicar el hiato con -a. En euskera, sin embargo, se escribe sin acento, ya que en este idioma no existen.
Inicialmente adscrita a la zona no vascófona por la Ley Foral 18/1986, en junio de 2017 el Parlamento navarro aprobó el paso de Mendigorría a la zona mixta de Navarra mediante la Ley foral 9/2017.
Desde el 18 de junio de 2019, el único nombre oficial del municipio es el vasco: Mendigorria, y por tanto sin acento siguiendo las normas ortográficas del euskera.

## Geografía
El municipio se encuentra en la Zona Media Oriental de Navarra y en la cuenca del río Arga. Limita al norte con Obanos, Puente la Reina, Mañeru, Cirauqui y Villatuerta, al sur con Artajona y Larraga, al este con Artajona y al oeste con Cirauqui, Villatuerta y Oteiza de la Solana. Sus altitudes oscilan entre los 360 m s. n. m. y los 513 m s. n. m. de los Altos de Ibarbero en el extremo este del municipio.
La capital del municipio, la villa de Mendigorría, se halla en una cota de 405 m s. n. m., en la orilla izquierda del Arga, sobre un altozano que domina un meandro del río, rodeada de zonas de huertas, al norte del término municipal, en una zona accidentada.

## Demografía
Mendigorría cuenta con una población de 1218 habitantes (INE 2024).
| Gráfica de evolución demográfica de Mendigorría entre 1842 y 2021                                                   |
| |
| Población de derecho según los censos de población del INE Población de hecho según los censos de población del INE |

### Economía
La mayor parte de la población vive de la industria, trabajando en localidades cercanas. La vid y el cereal son los cultivos más importantes.

## Administración y política
La administración política de la localidad se realiza mediante un Ayuntamiento cuyos componentes se eligen cada cuatro años por sufragio universal. El censo electoral está compuesto por todos los residentes empadronados en ella, mayores de 18 años y nacionales de España y de los otros países miembros de la Unión Europea. Según lo dispuesto en la Ley del Régimen Electoral General, que establece el número de concejales elegibles en función de la población del municipio, la Corporación Municipal está formada por 9 concejales.
En las elecciones municipales de 2011, el Partido Socialista de Navarra (PSN-PSOE) fue la única formación que concurrió a los comicios, obteniendo los 9 concejales con que cuenta el consistorio y fue elegido como alcalde su cabeza de lista Manuel Tiago.
Muy diferentes fueron las elecciones al Parlamento de Navarra (celebradas el mismo día), donde la primera fuerza fue UPN que obtuvo el 33,6 % de votos, seguida de la coalición nacionalista vasca Bildu (14,4 % de votos), en tercera posición, la coalición Nafarroa Bai con el 12,7 % de votos, y en último lugar, el partido que ostenta la alcaldía, el PSN-PSOE con el 11,8 % de votos.
| Periodo   | Nombre                           | Partido | Partido                                             |
| --------- | -------------------------------- | ------- | --------------------------------------------------- |
| 1979-1980 | Javier Beramendi Erice           |         | Unión de Agricultores y Ganaderos de Navarra (UAGN) |
| 1980-1987 | Félix Jiménez Muro               |         | Agrupación Electoral Independiente (AEI)            |
| 1987-1991 | José María Lorenz                |         | Agrupación Electoral Independiente (AEI)            |
| 1991-1995 | Alfonso María Pagola Goñi        |         | ASM                                                 |
| 1995-1999 | José Antonio Arizala             |         | Herri Batasuna (HB)                                 |
| 1999-2003 | Mariasun Fernández Izu           |         | Agrupación Independiente de Mendigorría (AIM)       |
| 2003-2007 | Jesús Azcoiti Narvaiz            |         | Agrupación Independiente de Mendigorría (AIM)       |
| 2007-2011 | Javier Osés Zúñiga               |         | Agrupación Andion (AA)                              |
| 2011-2015 | Manuel José Vieira Bonacho Tiago |         | Partido Socialista de Navarra (PSN-PSOE)            |
| 2015-2019 | Iosu Arbizu Colomo               |         | Euskal Herria Bildu (EH Bildu)                      |
| 2019-2023 | Eunate López Pinillos            |         | Euskal Herria Bildu (EH Bildu)                      |
| 2023-act. | Jon Erro Arbizu                  |         | Euskal Herria Bildu (EH Bildu)                      |

| Partido político                              | 2019               | 2019               | 2015  | 2015       | 2011  | 2011       | 2007  | 2007       | 2003  | 2003       | 1999  | 1999       | 1995  | 1995       |
| Partido político                              | %                  | Concejales         | %     | Concejales | %     | Concejales | %     | Concejales | %     | Concejales | %     | Concejales | %     | Concejales |
| Euskal Herria Bildu (EH Bildu)                | 58,44              | 6                  | 63,95 | 6          | —     | —          | —     | —          | —     | —          | —     | —          | —     | —          |
| Navarra Suma (NA+)                            | 37,25              | 3                  | —     | —          | —     | —          | —     | —          | —     | —          | —     | —          | —     | —          |
| Partido Popular (PP)                          | Navarra Suma (NA+) | Navarra Suma (NA+) | 19,44 | 2          | —     | —          | —     | —          | —     | —          | —     | —          | —     | —          |
| Unión del Pueblo Navarro (UPN)                | Navarra Suma (NA+) | Navarra Suma (NA+) | —     | —          | —     | —          | 36,63 | 3          | —     | —          | —     | —          | —     | —          |
| Partido Socialista de Navarra (PSN-PSOE)      | —                  | —                  | 11,79 | 1          | 42,16 | 9          | 0     | 0          | —     | —          | —     | —          | —     | —          |
| Agrupación Andion (AA)                        | —                  | —                  | —     | —          | —     | —          | 62,19 | 6          | —     | —          | —     | —          | —     | —          |
| Agrupación Independiente de Mendigorría (AIM) | —                  | —                  | —     | —          | —     | —          | —     | —          | 90,31 | 7          | 58,75 | 4          | —     | —          |
| Euskal Herritarrok (EH)                       | —                  | —                  | —     | —          | —     | —          | —     | —          | —     | —          | 39,49 | 3          | —     | —          |
| Herri Batasuna (HB)                           | —                  | —                  | —     | —          | —     | —          | —     | —          | —     | —          | —     | —          | 38,49 | 4          |
| Candidatura Unitaria de Mendigorria (CUM)     | —                  | —                  | —     | —          | —     | —          | —     | —          | —     | —          | —     | —          | 37,52 | 3          |

## Cultura

### Patrimonio

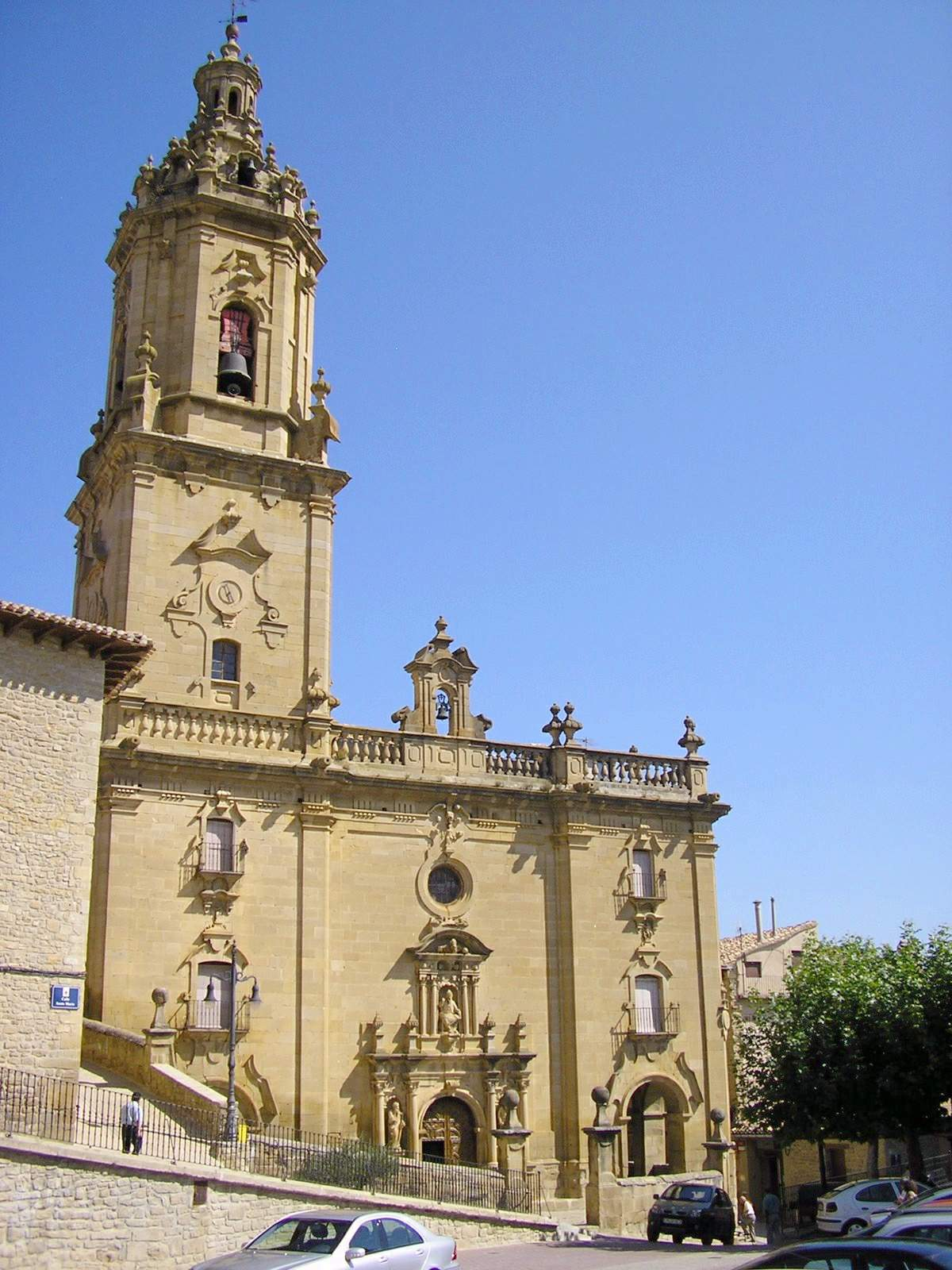
Iglesia de San Pedro

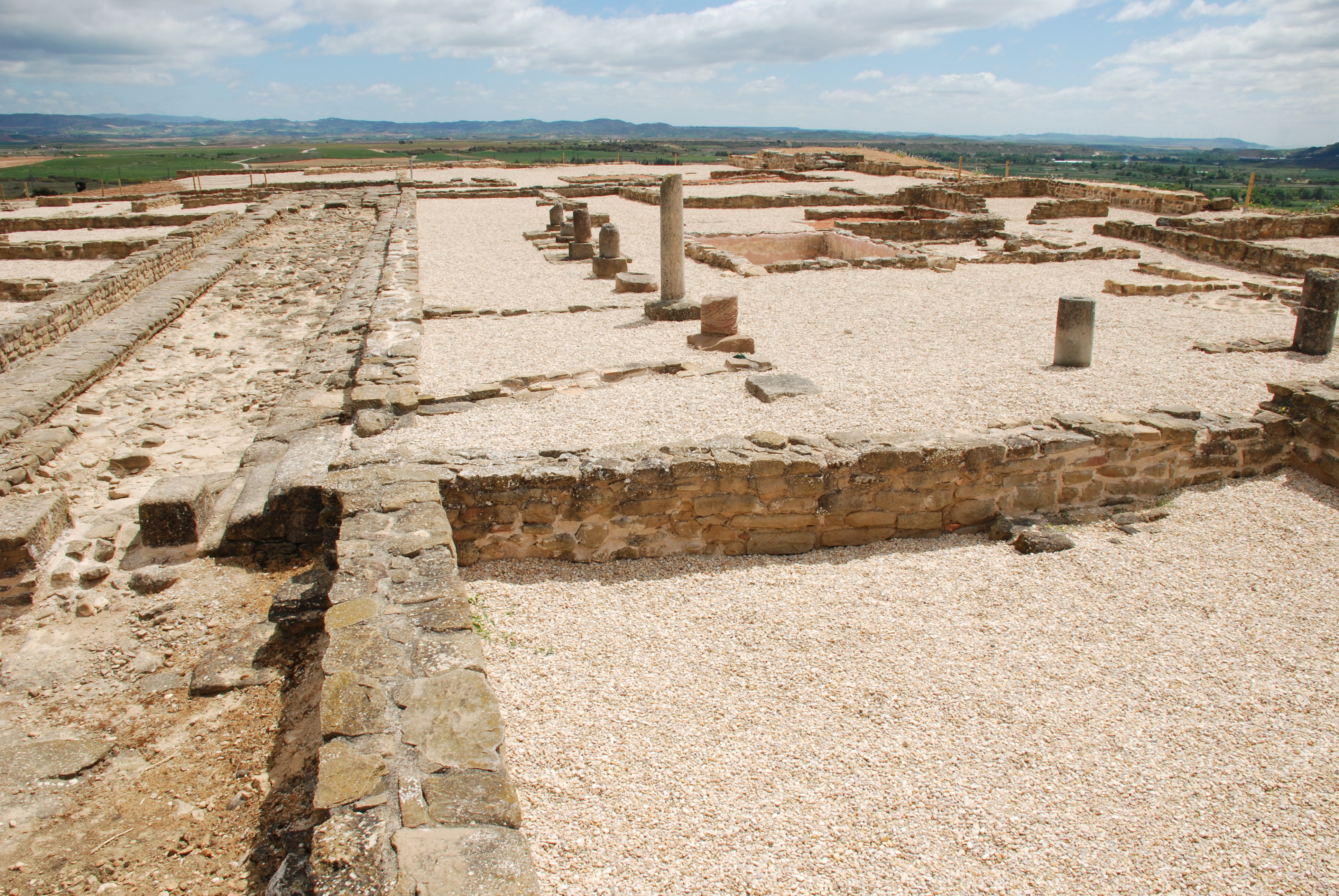
Ruinas romanas de Andelos

#### Monumentos religiosos
- Ermita de Nuestra Señora de Andión
- Ermita de Santiago
- Iglesia de Santa María
- Iglesia de San Pedro

#### Monumentos civiles
- Casa consistorial
- Casas Blasonadas
- Plaza de los Fueros
- Puente sobre el río Arga

### Actos culturales agronómicos

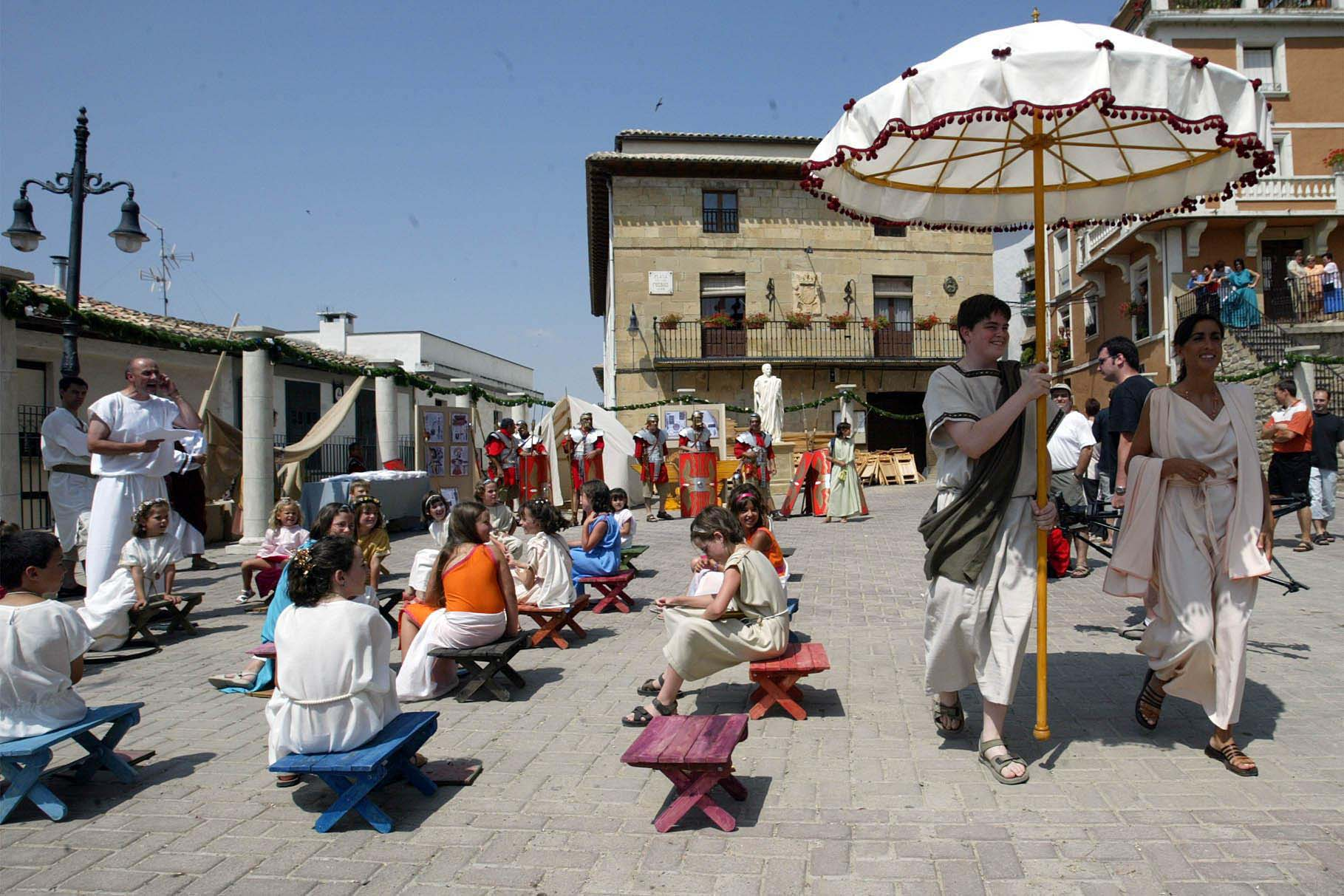
Festival romano de Andelos

- Exposición de fotografía antigua de Mendigorría
- Festival romano de Andelos
- Festival internacional de música de Mendigorría

### Fiestas
- Carnaval rural: se celebra el viernes del fin de semana de las fiestas de Santa Apolonia.
- Santa Apolonia: son las Fiestas Pequeñas de la localidad. Se celebran el fin de semana más próximo al 9 de febrero.
- Romería a la ermita de Nuestra Señora de Andión: 1 de mayo; es una procesión desde el pueblo hasta la ermita de Nuestra Señora de Andión. Antiguamente era el día 3 de mayo, día de la Cruz.
- Romería a la ermita de Santiago: 25 de abril, San Marcos, llamada procesión de la Tortilla.
- Fiestas de la Asunción: del 14 al 20 de agosto.
- Día de la Zorra: 7 de diciembre.

### Gastronomía
- Los productos típicos de Mendigorría son el vino, los embutidos, las almendras garrapiñadas y la panadería biológica.

### Deporte
Actualmente, en la localidad existen el Club Deportivo Mendi y el Club Patín Mendi.

## Personas destacadas
- Juan de Peralta: arzobispo de Zaragoza en 1624.
- Félix Ugalde Irurzun: religioso.